# 정연회
정연회(1944년 ~)는 대한민국의 전 야구 지도자이다. 경남고등학교를 졸업했으며, 이후 1982년부터 경남대학교 야구부의 초대 감독을 역임했다. 1986년 빙그레 이글스의 코치를 맡음으로써 창단 멤버가 되었고, 1988년에는 2군 쪽으로 보직을 이동해 초대 2군 감독을 맡았다.

## 같이 보기
- 1986년–1993년 빙그레 이글스 시즌